# Jacques Poirier (SOE)
Pour les articles homonymes, voir Poirier (homonymie) et Jacques Poirier (homonymie).
Jacques Poirier, né le 13 juillet 1922 à Neuilly-sur-Seine et mort le 9 octobre 2005 dans le 17e arrondissement de Paris, fut, pendant la Seconde Guerre mondiale, un agent français du Special Operations Executive. Avec le nom de guerre « Nestor », il fut d'abord l'adjoint d'Harry Peulevé « Jean », chef du réseau AUTHOR qui opéra en Corrèze, en Dordogne et dans le Lot ; puis il lui succéda fin mars 1944 comme chef du réseau, renommé DIGGER. Il fut l'un des acteurs de la libération de Brive-la-Gaillarde, intervenue le 15 août 1944.

## Biographie
Jacques René Édouard Poirier naît le 13 juillet 1922 à Neuilly, près de Paris.
Il n’a pas encore 18 ans en juin 1940 ; mais sa réaction devant la défaite et ses lâchetés sont immédiates, et sa surprise grande de devoir constater que peu de ses compatriotes, à l’époque, partagent sa révolte devant la présence de l’ennemi sur leur sol et sa volonté de poursuivre, ou de reprendre, le combat.
Avec quelques camarades, il imagine (étant alors à Cannes) de gagner Gibraltar en utilisant une vedette trouvée dans le port et que, petit à petit, il équipe. Mais le projet est évidemment un peu fou ; il se trouve bientôt seul et doit abandonner. Il cherche d’autres voies, approchant l’un ou l’autre qui lui semble digne de confiance et prêt à faire quelque chose… et, vers la fin de 1941, il trouve enfin : le voici engagé dans un mouvement actif ; il est agent de liaison, transporte des tracts et même un poste émetteur.
Les mois passent, et, soudain, le destin frappe : Jacques est mis en présence d'Harry Peulevé, agent du SOE arrivé en juillet 1942, qui s’est cassé une jambe à l’atterrissage, a dû rester dans le midi et est sur le point de retourner en Angleterre. L’Anglais jauge vite notre camarade, informe ses chefs et, avec leur accord, lui propose de faire le voyage avec lui.
Jacques est accueilli par Maurice Buckmaster, chef de la section F, auquel Peulevé le présente ; et il est envoyé à l’entraînement en Écosse puis près de Manchester, enfin à Beaulieu.
Au début de 1944, il est prêt. Il est parachuté en France, où il rejoint Harry Peulevé, déjà bien installé en Corrèze, dont il devient l’adjoint au sein du réseau AUTHOR et avec lequel il rencontre André Malraux. Moins de trois mois plus tard, la Gestapo arrête Harry Peulevé, le radio Louis Bertheau et Roland Malraux ; mais ce jour-là, Jacques est loin. Son chef lui a imposé quelques jours de détente et c’est chez sa mère, en Savoie, qu’il apprend le drame : écoutant la BBC, il entend un message par lequel Londres l’avertit.
Aussitôt, Jacques retourne dans sa région et, passant par le truchement du réseau voisin, se manifeste et demande des instructions. La réaction est immédiate : Londres a eu le temps de prendre sa mesure ; le voici promu captain et chargé de reprendre en main le réseau rebaptisé en conséquence DIGGER. Et bientôt, le 9 avril 1944, arrivent pour le seconder un instructeur Peter Lake « Basil » qui deviendra son adjoint, et un radio Ralph Beauclerk « Casimir ».
Violette Szabo, et Jacques Dufour, décident d'établir un contact avec Jacques Poirier à Arnac-Pompadour, mais le 10 juin, jour du Massacre d'Oradour-sur-Glane près de Salon-la-Tour, elle tombe dans une embuscade tendue par une patrouille allemande qui recherche le major Helmut Kämpfe, qui avait été capturé par les résistants du sergent Jean Canou appartenant au groupe de Georges Guingouin entre Sauviat-sur-Vige et Saint-Léonard-de-Noblat. En traversant la route nationale à Moissannes. Depuis 1986, en bordure de cet axe se dresse un menhir, réalisé par l’artiste Jean-Joseph Sanfourche pour rappeler la capture du major. Violette Szabo est arretée puis elle est déportée en Allemagne, au camp de concentration de Ravensbrück,
L’équipe sera solide ; et Jacques la dirige avec efficacité, utilisant habilement ce que peut apporter la coopération avec un personnage comme André Malraux. Les opérations se succèdent. Des parachutages d’armes en provenance d’Angleterre sont organisés et réceptionnés. D’importants sabotages sont effectués, Jacques s’engage personnellement, avec Peter Lake, dans des actions contre l’ennemi ; et il participe avec finesse aux manœuvres qui conduisent, le 15 août 1944, à la reddition de l’importante unité qui occupe et à la libération de la ville.
Le 24 août 1944 a lieu à Périgueux le défilé de libération, auquel Jacques Poirier participe avec de nombreux autres résistants dont Roger Ranoux, Édouard Valéry, ou Yves Péron. Puis Jacques Poirier retourne en Angleterre.
Rendu à la vie civile, Jacques Poirier entre à la Shell : il y fait carrière jusqu’en 1977, parcourant le monde au fur et à mesure des affectations et des promotions : Venezuela, Argentine, Angleterre et Pays-Bas. Il crée un cabinet-conseil.
Parvenu à la retraite, il prend la plume pour raconter ses aventures à ses petits-enfants. Ce doit être une affaire de famille ; mais il faudrait que l’entreprise reste ignorée des nombreuses relations littéraires nouées pendant les hostilités du fait des liens entretenus avec André Malraux : Jean Lescure a vent de ce que fait Jacques ! Grâce à lui, et aussi parce que Jacques comprend que ce peut être une façon de rendre hommage à ceux qui ont combattu à ses côtés, le texte prend forme d’un livre, La girafe a un long cou….
Le 7 décembre 2004, en remplacement de Jean-Bernard Badaire décédé, Jacques Poirier est élu président de la Fédération Nationale Libre Résistance, qui rassemble les anciens des réseaux de la section F.
Un film tourné en 2005 (notamment à Niversac) pour France 3 par Jean-Marie Barrère, « Robert et les ombres », a suggéré l’importance du rôle joué par le SOE dans le Sud-Ouest en général et dans les Landes et la Dordogne en particulier. Ici, Jacques Poirier, alias Captain Jack (patron historique du SOE), et Peter Lake, alias Jean-Pierre (ex-diplomate parti pour Cambridge), ou le capitaine Ralph Beauclerk, alias Casimir, vivant à Londres, font partie des 150 anciens de la section F du SOE qui se rendaient en pèlerinage annuel à Valençay, au Mémorial de Valençay inauguré par la reine Elizabeth Bowes-Lyon.
Jacques Poirier meurt le 9 octobre 2005 d'un arrêt cardiaque. Ses obsèques ont lieu le 14 octobre : une cérémonie religieuse à l'église Sainte-Odile à la porte de Champerret, suivie de l'inhumation au cimetière parisien de Saint-Ouen.

## Identités
- État civil : Jacques René Édouard Poirier
- Comme agent du SOE, section F :
  - Enregistré : Jack Peters
  - Nom de guerre (field name) : « Nestor »
  - Nom de code opérationnel : DIGGER (en français TERRASSIER)
  - Fausse identité (établie par la mairie de Brive-la-Gaillarde) : Jacques Perrier, exploitant forestier, employé de Maurice Arnouilh.
  - Pour les résistants : Jack l'Anglais, capitaine Jack

Parcours militaire : SOE, section F, General List ; grade : lieutenant (1942), captain, puis major.

## Famille
Son père : Robert Poirier, membre du réseau Nestor-DIGGER.

## Publication
Jacques R. E. Poirier a écrit ses mémoires, La girafe a un long cou…, préface de Jean Lescure, prix du Maréchal Foch 1993 de l'Académie française, prix du Général Chassin-Robert-Dufour :
- édition originale : Périgueux, Fanlac, 1992,  (ISBN 2-86577-156-3) ;
- réédition : collection « Résistance Liberté-Mémoire », Paris, Éditions du Félin, 2003,  (ISBN 2-86645-531-2) ;
- (en) traduction anglaise par John Brownjohn, The Giraffe Has a Long Neck, Pen & Sword Books Limited, 1997,  (ISBN 085052461X).

## Reconnaissance
Jacques Poirier a reçu les distinctions suivantes :
- Grande-Bretagne : DSO, remis par le roi Georges VI,
- France : Croix de guerre 1939-1945, officier de la Légion d'honneur, Médaille de la Résistance,
- Ville de Brive-la-Gaillarde : citoyen d’honneur.